# Gazonvlekplaat
De gazonvlekplaat (Panaeolina foenisecii) is een saprofyte schimmel de behoort tot het geslacht Panaeolus. Het is een relatief kleine paddenstoel met een groot verspreidingsgebied.

## Kenmerken

### Uiterlijke kenmerken
Hoed
Een volgroeide paddenstoel heeft een halfvolle tot kegel- of klokvormige hoed met een doorsnede van 10 tot 30 mm. Het oppervlak is glad, matgekleurd en hygrofaan. De kleur varieert van roodachtig bruin tot lichtbeige en is donkerder in het centrum. Vaak is er langs de rand een brede donkere rand te zien, die lichter wordt naarmate de zwam opdroogt. 
Lamellen
De lamellen zijn licht grijsbruin tot donkerbruin en hebben zwarte vlekken. 
Steel
De gladde, zijdeachtig glanzende steel is 40 tot 80 mm lang en heeft een doorsnede van 1 tot 3 mm. Deze is lichtcrème met een rode waas. 
Smaak en geur
Het vlees is crème tot donkerbruin en heeft een enigszins nootachtige smaak en geur. 
Sporenprint
De sporenprint is zwartbruin. 

### Microscopische kenmerken
De amandelvormige/citroenvormige sporen zijn lichtbruin en meten (11,5) 14–17(22) × (7,5) 8,5–11 µm. Hun oppervlak is sterk wrattig. De basidia bevatten twee of vier sporen.

## Psychoactief
Volgens veel veldgidsen en naslagwerken is de gazonvlekplaat psychoactief. De schimmel produceert echter geen alkaloïden met deze werking. Buiten de Benelux kan de gazonvlekplaat echter worden verward met giftige verwanten die qua uiterlijk en habitat overeenkomen, zoals Panaeolus cinctulus en P. olivaceus.

## Verspreiding
De gazonvlekplaat is een wijdverspreide soort en in een groot deel van zijn verspreidingsgebied zeer talrijk. Ook in Nederland is het een zeer algemene schimmel. De paddenstoel groeit in de zomer en herfst in gecultiveerde tuinen en graslanden op humusrijke zandgrond.

## Foto's

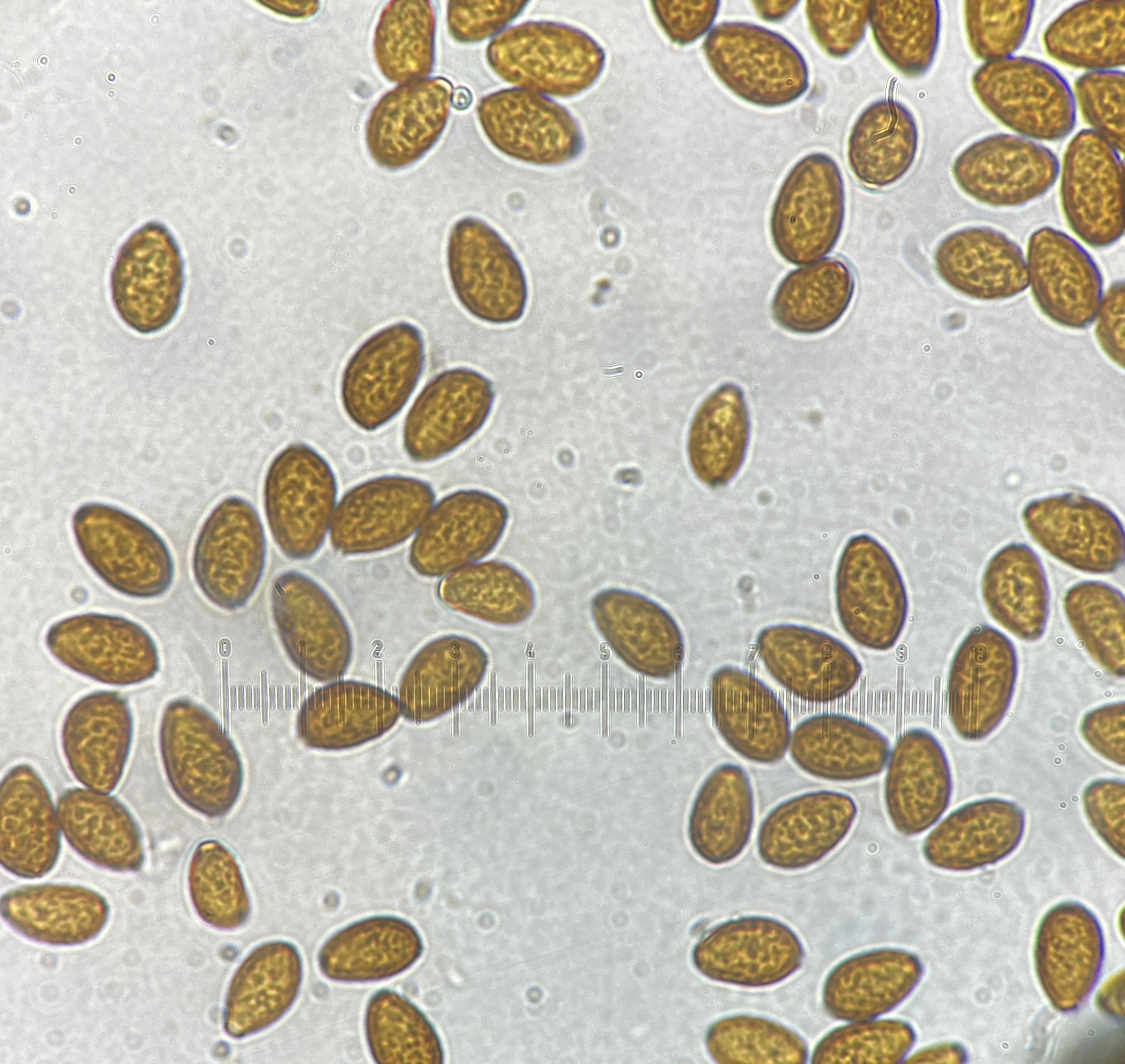
Sporen (wrattig)
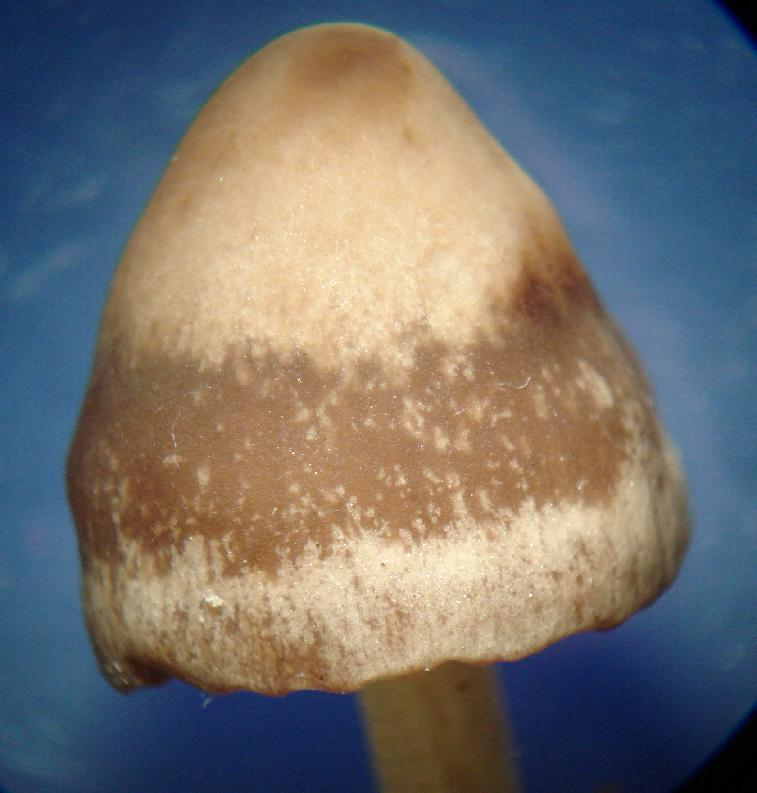
Hoed